# Parma Associazione Calcio 1990-1991
Questa voce raccoglie le informazioni riguardanti l'Associazione Calcio Parma nelle competizioni ufficiali della stagione 1990-1991.

## Stagione
La neopromossa società ducale, in procinto di affrontare la Serie A per la prima volta, scommise sul portiere brasiliano Cláudio Taffarel. Altri acquisti di rilievo, sempre stranieri, furono il difensore belga Grün e l'attaccante svedese Brolin. Prima di iniziare il campionato, gli emiliani furono eliminati dalla Fiorentina nel secondo turno di Coppa Italia perdendo 1-0 entrambe le gare. L'esordio in massima serie avvenne tra le mura amiche, rimediando una sconfitta di misura (1-2) dalla Juventus.
Dopo l'avvio incerto, il Parma prese a carburare in autunno sconfiggendo – peraltro in domeniche consecutive – i viola (2-3) e la Roma (2-1). Il girone di andata terminò con un'altra vittoria inattesa, il 2-0 ai danni del Milan che costò ai rossoneri il titolo d'inverno. Durante la tornata finale, i gialloblu di Scala rimasero ancorati alle prime posizioni: a fine campionato, conseguirono così il quinto posto che valse l'immediata partecipazione alle coppe europee.

## Divise e sponsor
Viene confermata la seconda divisa in uso sin dalla stagione precedente, che viene utilizzata nelle partite in casa. Per le partite esterne viene utilizzata invece una divisa gialla con dettagli blu.
| Manica sinistra · Manica sinistra · Maglietta · Maglietta · Manica destra · Manica destra · Pantaloncini · Calzettoni | Manica sinistra · Manica sinistra · Maglietta · Maglietta · Manica destra · Manica destra · Pantaloncini · Calzettoni |

## Organigramma societario
Area direttiva
- Presidente: Giorgio Pedraneschi
- General manager: Giambattista Pastorello

Area tecnica
- Allenatore: Nevio Scala

## Rosa

I tre neoacquisti stranieri dei ducali; da sinistra: il difensore belga Grün, il portiere brasiliano Taffarel e l'ala svedese Brolin.

| N. |                    | Ruolo | Calciatore          |
| -- | ------------------ | ----- | ------------------- |
|    | Brasile (bandiera) | P     | Cláudio Taffarel    |
|    | Italia (bandiera)  | P     | Marco Ferrari       |
|    | Italia (bandiera)  | D     | Enzo Gambaro        |
|    | Italia (bandiera)  | D     | Luigi Apolloni      |
|    | Italia (bandiera)  | D     | Lorenzo Minotti     |
|    | Belgio (bandiera)  | D     | Georges Grün        |
|    | Italia (bandiera)  | D     | Cornelio Donati     |
|    | Italia (bandiera)  | D     | Stefano Rossini     |
|    | Italia (bandiera)  | D     | Giovanni Bia        |
|    | Italia (bandiera)  | D     | Gianpaolo Morabito  |
|    | Italia (bandiera)  | D     | Antonio Sconziano   |
|    | Italia (bandiera)  | D     | Sebastiano Siviglia |

| N. |                   | Ruolo | Calciatore        |
| -- | ----------------- | ----- | ----------------- |
|    | Italia (bandiera) | C     | Daniele Zoratto   |
|    | Italia (bandiera) | C     | Stefano Cuoghi    |
|    | Italia (bandiera) | C     | Aldo Monza        |
|    | Italia (bandiera) | C     | Tarcisio Catanese |
|    | Svezia (bandiera) | C     | Tomas Brolin      |
|    | Italia (bandiera) | C     | Marco Osio        |
|    | Italia (bandiera) | C     | Rocco De Marco    |
|    | Italia (bandiera) | C     | Marco Giampietri  |
|    | Italia (bandiera) | A     | Giovanni Sorce    |
|    | Italia (bandiera) | A     | Graziano Mannari  |
|    | Italia (bandiera) | A     | Mario Lemme       |

## Risultati

### Serie A

#### Girone di andata
| Arbitro: | Lanese (Messina) |

|                     |           |                                 |
| A. Melli 88’ (rig.) | Marcatori | 24’ Napoli 62’ (rig.) R. Baggio |

| Roma 16 settembre 1990 2ª giornata | Lazio               | 0 – 0 referto | Parma | Stadio Olimpico\| Arbitro: \| Ceccarini (Livorno) \| |
| Arbitro:                           | Ceccarini (Livorno) |               |       |                                                      |

| Arbitro: | Amendolia (Messina) |

|          |           |  |
| Osio 64’ | Marcatori |  |

| Arbitro: | Nicchi (Arezzo) |

|                           |           |                        |
| João Paulo 39’ Dicara 73’ | Marcatori | 59’ Brolin 84’ Minotti |

| Parma 7 ottobre 1990 5ª giornata | Parma              | 0 – 0 referto | Sampdoria | Stadio Ennio Tardini\| Arbitro: \| Stafoggia (Pesaro) \| |
| Arbitro:                         | Stafoggia (Pesaro) |               |           |                                                          |

| Arbitro: | Merlino (Torre del Greco) |

|                           |           |                              |
| Kubik 42’ (rig.) Buso 73’ | Marcatori | 17’, 20’ A. Melli 38’ Brolin |

| Arbitro: | Trentalange (Torino) |

|                            |           |              |
| Brolin 33’ Nela 45’ (aut.) | Marcatori | 38’ Giannini |

| Arbitro: | Pairetto (Torino) |

|                                |           |              |
| Serena 35’ Matthaus 37’ (rig.) | Marcatori | 89’ A. Melli |

| Arbitro: | Boggi (Salerno) |

|  |           |                       |
|  | Marcatori | 24’ A. Melli 75’ Osio |

| Arbitro: | Di Cola (Avezzano) |

|                   |           |  |
| Osio 50’ Grün 90’ | Marcatori |  |

| Arbitro: | Cardona (Milano) |

|                                               |           |              |
| Carlos Alberto Aguilera 20’ (rig.) Branco 38’ | Marcatori | 46’ A. Melli |

| Arbitro: | Cornieti (Forlì) |

|              |           |                |
| A. Melli 13’ | Marcatori | 88’ Türkyılmaz |

| Arbitro: | Longhi (Roma) |

|              |           |  |
| A. Melli 24’ | Marcatori |  |

| Torino 30 dicembre 1990 14ª giornata | Torino           | 0 – 0 referto | Parma | Stadio Delle Alpi (32.034 spett.)\| Arbitro: \| D'Elia (Salerno) \| |
| Arbitro:                             | D'Elia (Salerno) |               |       |                                                                     |

| Parma 6 gennaio 1991 15ª giornata | Parma           | 0 – 0 referto | Lecce | Stadio Ennio Tardini\| Arbitro: \| Magni (Bergamo) \| |
| Arbitro:                          | Magni (Bergamo) |               |       |                                                       |

| Arbitro: | Stafoggia (Pesaro) |

|  |           |            |
|  | Marcatori | 45’ Brolin |

| Arbitro: | Sguizzato (Verona) |

|                  |           |  |
| A. Melli 6’, 34’ | Marcatori |  |

#### Girone di ritorno
| Arbitro: | Coppetelli (Tivoli) |

|                                                               |           |  |
| Júlio César 24’ Casiraghi 57’ Marocchi 73’ R. Baggio 85’, 87’ | Marcatori |  |

| Parma 3 febbraio 1991 19ª giornata | Parma                        | 0 – 0 referto | Lazio | Stadio Ennio Tardini\| Arbitro: \| Ciniciripini (Ascoli Piceno) \| |
| Arbitro:                           | Ciniciripini (Ascoli Piceno) |               |       |                                                                    |

| Arbitro: | Lo Bello (Siracusa) |

|                                                                 |           |                      |
| Maradona 25’ (rig.), 69’ (rig.) De Napoli 38’ Careca 72’ (rig.) | Marcatori | 52’ Minotti 81’ Osio |

| Arbitro: | Fabricatore (Roma) |

|                     |           |  |
| Brambati 25’ (aut.) | Marcatori |  |

| Arbitro: | Magni (Bergamo) |

|                |           |  |
| R. Mancini 90’ | Marcatori |  |

| Arbitro: | Frigerio (Milano) |

|             |           |  |
| Minotti 13’ | Marcatori |  |

| Arbitro: | Lanese (Messina) |

|              |           |            |
| Di Mauro 35’ | Marcatori | 30’ Brolin |

| Parma 17 marzo 1991 25ª giornata | Parma               | 0 – 0 referto | Inter | Stadio Ennio Tardini\| Arbitro: \| Coppetelli (Tivoli) \| |
| Arbitro:                         | Coppetelli (Tivoli) |               |       |                                                           |

| Arbitro: | D'Elia (Salerno) |

|                                |           |                            |
| Brolin 73’ A. Melli 87’ (rig.) | Marcatori | 32’, 61’ Padovano 59’ Neri |

| Arbitro: | Longhi (Roma) |

|                         |           |          |
| Fonseca 20’ Herrera 90’ | Marcatori | 58’ Osio |

| Arbitro: | Trentalange (Torino) |

|                        |           |             |
| A. Melli 33’ Sorce 64’ | Marcatori | 35’ Ferroni |

| Arbitro: | Ciniciripini (Ascoli Piceno) |

|                |           |                                   |
| Türkyılmaz 37’ | Marcatori | 33’ A. Melli 82’ Grün 90’ Minotti |

| Bergamo 21 aprile 1991 30ª giornata | Atalanta        | 0 – 0 referto | Parma | Stadio Comunale\| Arbitro: \| Cesari (Genova) \| |
| Arbitro:                            | Cesari (Genova) |               |       |                                                  |

| Parma 5 maggio 1991 31ª giornata | Parma               | 0 – 0 referto | Torino | Stadio Ennio Tardini\| Arbitro: \| F. Baldas (Trieste) \| |
| Arbitro:                         | F. Baldas (Trieste) |               |        |                                                           |

| Arbitro: | Stafoggia (Pesaro) |

|                  |           |  |
| P. Benedetti 59’ | Marcatori |  |

| Arbitro: | Felicani (Bologna) |

|                     |           |  |
| Osio 16’ Brolin 74’ | Marcatori |  |

| Milano 26 maggio 1991 34ª giornata | Milan               | 0 – 0 referto | Parma | Stadio Giuseppe Meazza\| Arbitro: \| F. Baldas (Trieste) \| |
| Arbitro:                           | F. Baldas (Trieste) |               |       |                                                             |

### Coppa Italia

#### Secondo Turno
| Arbitro: | Trentalange (Torino) |

|               |           |  |
| Di Chiara 61’ | Marcatori |  |

| Arbitro: | F. Baldas (Trieste) |

|  |           |               |
|  | Marcatori | 23’ Borgonovo |

## Statistiche

### Statistiche di squadra
Statistiche aggiornate al 26 maggio 1991.
| Competizione | Punti | Totale | Totale | Totale | Totale | Totale | Totale | DR |
| Competizione | Punti | G      | V      | N      | P      | Gf     | Gs     | DR |
| ------------ | ----- | ------ | ------ | ------ | ------ | ------ | ------ | -- |
| Serie A      | 38    | 34     | 13     | 12     | 9      | 35     | 31     | +4 |
| Coppa Italia | -     | 2      | 0      | 0      | 2      | 0      | 2      | −2 |
| Totale       | -     | 36     | 13     | 12     | 11     | 35     | 33     | +2 |

### Statistiche dei giocatori
| Giocatore | Serie A  | Serie A |
| Giocatore | Presenze | Reti    |
| --------- | -------- | ------- |
| Apolloni  | 32       | 0       |
| Brolin    | 33       | 7       |
| Catanese  | 20       | 0       |
| Cuoghi    | 29       | 0       |
| De Marco  | 8        | 0       |
| Donati    | 25       | 0       |
| Ferrari   | 1        | 0       |
| Gambaro   | 34       | 0       |
| Grün      | 33       | 2       |
| Mannari   | 12       | 0       |
| Melli     | 29       | 13      |
| Minotti   | 33       | 4       |
| Monza     | 17       | 0       |
| Osio      | 30       | 6       |
| Rossini   | 7        | 0       |
| Sorce     | 23       | 1       |
| Taffarel  | 34       | 0       |
| Zoratto   | 32       | 0       |